# Leptocopa
Leptocopa é um gênero de traça pertencente à família Agonoxenidae.